# Güéjar-Sierra
Güéjar Sierra est une municipalité d’Espagne, dans la province de Grenade, communauté autonome d’Andalousie.